# Julia Osterloh
Julia Osterloh (* 9. April 1986 in Darmstadt) ist eine deutsche Volleyballspielerin.

## Karriere
Osterloh begann ihre sportliche Karriere beim USC Königstädten. 2002 wechselte sie zum damaligen Zweitligisten 1. VC Wiesbaden. Zwei Jahre später schaffte sie mit dem hessischen Verein den Aufstieg in die Bundesliga. 2009 ging sie für ein Jahr zum Zweitligisten TV 05 Wetter. In dieser Zeit vollendete sie ihr Diplom-Studium der Sportwissenschaft. Nach einer weiteren Saison beim SV Sinsheim kehrte sie 2011 zurück nach Wiesbaden, wo sie 2015 ihre Profi-Karriere beendete. In der Saison 2016/17 spielte Osterloh beim Zweitligisten TG Bad Soden. Im Dezember 2017 hatte sie ein Comeback beim 3:1-Halbfinalsieg des VC Wiesbaden im DVV-Pokal beim Pokalverteidiger Allianz MTV Stuttgart.